# Liste der Kulturdenkmale in Ullrichsberg
In der Liste der Kulturdenkmale in Ullrichsberg sind die Kulturdenkmale des Roßweiner Ortsteils Ullrichsberg verzeichnet, die bis März 2024 vom Landesamt für Denkmalpflege Sachsen erfasst wurden (ohne archäologische Kulturdenkmale). Die Anmerkungen sind zu beachten.
Diese Aufzählung ist eine Teilmenge der Liste der Kulturdenkmale in Roßwein.

## Ullrichsberg
| Bild                                    | Bezeichnung | Lage                          | Datierung                                                                                        | Beschreibung | ID       |
| --------------------------------------- | --- | ----------------------------- | ------------------------------------------------------------------------------------------------ | --- | -------- |
| Weitere Bilder                          | Herrenhaus des ehemaligen Vorwerkes und späteren Freigutes Troischau                                              | Troischau 1 (Karte)           | Um 1730                                                                                          | Landschaftsprägendes Gebäude mit markantem Mansarddach, stattlicher, symmetrisch gegliederter Putzbau in spätbarocken Formen, Segmentbogenportal (geohrt) mit großem Schlussstein, orts- und baugeschichtlich von Bedeutung | 09205874 |
| Direkt Bild zu diesem Denkmal hochladen | Scheune eines Vierseithofes                                                                                       | Ullrichsberg 2 (Karte)        | Um 1800                                                                                          | Zeit- und landschaftstypisches ländliches Wirtschaftsgebäude in Fachwerkbauweise, durch den bemerkenswert gut erhaltenen Originalzustand von baugeschichtlichem Wert. Eingeschossiger verbretterter Fachwerkbau mit hohem Krüppelwalmdach (halber Schopf) in sehr gutem Originalzustand, möglicherweise um 1800 erbaut. | 09304734 |
| Direkt Bild zu diesem Denkmal hochladen | Wohnstallhaus, Scheune und zwei Seitengebäude sowie Hofpflasterung (zum Pferdegöpel gehörend) eines Vierseithofes | Ullrichsberg 4 (Karte)        | Um 1700 (Torhaus); um 1800 (Scheune); 19. Jahrhundert (Pflaster und Göpel); 1861 (Wohnstallhaus) | Geschlossen erhaltene, ortsbildprägende Hofanlage, von kulturhistorischer Bedeutung. Scheune und Stallgebäude mit Kumthalle, am Seitengebäude rekonstruierte Oberlaube mit Freischwinger, Torhaus in Fachwerkkonstruktion, Scheune in Fachwerkkonstruktion und Bruchsteinmauerwerk (Giebelwände), Seitengebäude mit Kumthalle, Wohnstallhaus massiv mit Drillingsfenstern im Giebel, Porphyrgewände.                                                                                              | 09205870 |
| Direkt Bild zu diesem Denkmal hochladen | Fabrik und Transformatorenhäuschen (Möbius)                                                                       | Ullrichsberg 9 (Karte)        | Um 1930                                                                                          | Architektonisch qualitätvoll gestaltete Fabrikanlage, landschaftsprägend an der Freiberger Mulde gelegen, ehemalige Textilfabrik, große Halle mit Sheddächern bekrönt von markantem Turm. ortsgeschichtlich, baugeschichtlich sowie landschaftsprägend von Bedeutung. Großer Gebäudekomplex, verputzte Gebäude, interessante Portalgestaltung, Innenbesichtigung nicht möglich. | 09205871 |
| Direkt Bild zu diesem Denkmal hochladen | Brücke über die Freiberger Mulde                                                                                  | Ullrichsberg 15 (bei) (Karte) | 1859 (nach anderer Angabe 1881)                                                                  | Imposante, dreibogige Steinbrücke, verkehrsgeschichtlich bedeutsam. Wagenbreth, Erfassungskartei Brücken 1985: 1859 erbaute Straßenbrücke aus Berbersdorfer Granit, Pfeiler, Lisenenkanten und Schlusssteine (drei Quader) aus Sandstein, Strompfeiler 2 m vorspringend, Gesamtlänge 52 m, maximale Spannweite 12 m, maximale Scheitelhöhe 6,3 m, Fahrbahnhöhe 8 m. Gesamtbreite 8,5 m, Auflage Fahrbahn Beton. Ursprünglicher Durchlass für Aufschlag-Wassergraben auf Südost-Seite verschüttet. | 09207721 |
| Direkt Bild zu diesem Denkmal hochladen | Wohnstallhaus und Seitengebäude eines Vierseithofes                                                               | Ullrichsberg 16 (Karte)       | Mitte 19. Jahrhundert                                                                            | Durch seine isolierte Lage und Größe der Bauten von landschaftsprägender sowie regionalgeschichtlicher Bedeutung. Gehöft ist verlassen, desolater Bauzustand, imposante Gebäude eines großen Vierseithofes in originalem Erhaltungszustand, massive Gebäude, profilierte Porphyrgewände, Seitengebäude mit Dacherker und Kumthalle. | 09205872 |

## Tabellenlegende
- Bild: Bild des Kulturdenkmals, ggf. zusätzlich mit einem Link zu weiteren Fotos des Kulturdenkmals im Medienarchiv Wikimedia Commons. Wenn man auf das Kamerasymbol klickt, können Fotos zu Kulturdenkmalen aus dieser Liste hochgeladen werden:
- Bezeichnung: Denkmalgeschützte Objekte und ggf. Bauwerksname des Kulturdenkmals
- Lage: Straßenname und Hausnummer oder Flurstücknummer des Kulturdenkmals. Die Grundsortierung der Liste erfolgt nach dieser Adresse. Der Link (Karte) führt zu verschiedenen Kartendiensten mit der Position des Kulturdenkmals. Fehlt dieser Link, wurden die Koordinaten noch nicht eingetragen. Sind diese bekannt, können sie über ein Tool mit einer Kartenansicht einfach nachgetragen werden. In dieser Kartenansicht sind Kulturdenkmale ohne Koordinaten mit einem roten bzw. orangen Marker dargestellt und können durch Verschieben auf die richtige Position in der Karte mit Koordinaten versehen werden. Kulturdenkmale ohne Bild sind an einem blauen bzw. roten Marker erkennbar.
- Datierung: Baubeginn, Fertigstellung, Datum der Erstnennung oder grobe zeitliche Einordnung entsprechend des Eintrags in der sächsischen Denkmaldatenbank
- Beschreibung: Kurzcharakteristik des Kulturdenkmals entsprechend des Eintrags in der sächsischen Denkmaldatenbank, ggf. ergänzt durch die dort nur selten veröffentlichten Erfassungstexte oder zusätzliche Informationen
- ID: Vom Landesamt für Denkmalpflege Sachsen vergebene, das Kulturdenkmal eindeutig identifizierende Objekt-Nummer. Der Link führt zum PDF-Denkmaldokument des Landesamtes für Denkmalpflege Sachsen. Bei ehemaligen Kulturdenkmalen können die Objektnummern unbekannt sein und deshalb fehlen bzw. die Links von aus der Datenbank entfernten Objektnummern ins Leere führen. Ein ggf. vorhandenes Icon  führt zu den Angaben des Kulturdenkmals bei Wikidata.